# 木村清司

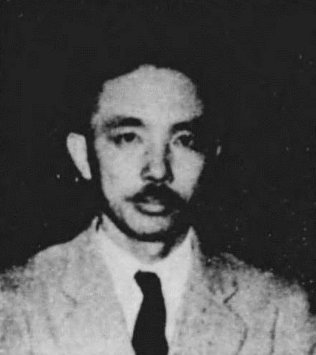
木村清司

木村 清司（きむら せいじ、1896年〈明治29年〉10月12日 - 1980年〈昭和55年〉10月18日）は、日本の内務・厚生官僚、弁護士。官選福井県知事。

## 経歴
新潟県出身。長岡市長・木村清三郎の長男として生まれる。第一高等学校を卒業。1920年10月、文官高等試験行政科試験に合格。1921年、東京帝国大学法学部法律学科（独法）を卒業。農商務省に入省し工務局属となる。
以後、工場監督官、鉱務監督官、国際労働会議政府代表顧問（1926年）、秋田県書記官・総務部長、内務省地方局財務課長などを歴任。
1939年4月、福井県知事に就任。戦時体制の整備に尽力。1940年12月、厚生省保険院社会保険局長に転任し、1942年4月まで在任。同年に退官。その後、重要物資管理団理事、名古屋市助役を務めた。
戦後、地方財政委員会委員、地方財政審議会委員を務め、1961年に弁護士を登録した。

## 著作
- 『労働者募集取締令釈義』清水書店、1926年。
- 『労働保護法』〈解釈法令叢書;第3〉日本評論社、1936年。
- 『財務行政 上』〈自治行政叢書;第6巻〉常磐書房、1937年。

## 栄典
- 1940年（昭和15年）8月15日 - 紀元二千六百年祝典記念章[5]